# Jiří Vondráček (matematik)
Jiří Vondráček (8. dubna 1932 Praha – 7. března 2013 Praha) byl český matematik a statistik.

## Biografie
Vystudoval Obchodní akademii v Praze 2, poté od října 1951 do ledna 1956 studoval na Matematicko-fyzikální fakultě Univerzity Karlovy, obor Matematická statistika, promoval 13. února 1956. Od 1. ledna 1956 pracoval v Matematickém ústavu ČSAV, kde setrval po celý svůj profesní život. Kromě toho působil i v Ústavu informatiky ČSAV.
Byl žákem, spolupracovníkem a pokračovatelem českého matematika a statistika Otto Fishera.
Věnoval se aplikacím matematicko-statistických metod v zemědělství, biologii a medicíně. Spolupracoval s odborníky Ústavu pro péči o matku a dítě, Výzkumného ústavu živočišné výroby, Výzkumné stanice pro chov koní ve Slatiňanech, a dalších.
V 70. letech se aktivně zúčastnil letních škol biometriky, pořádaných Přírodovědeckou fakultou Univerzity J. E. Purkyně v Brně ve spolupráci s Českou akademií zemědělských věd.
Rozvíjel metody analýzy rozptylu se zaměřením na hodnocení polních pokusů, zejména ve šlechtění plodin. Přednášel pro šlechtitelskou veřejnost. Jeho přednášky byly velice oblíbené pro svoji srozumitelnost, se kterou vysvětlil složitější i vysoce odbornou problematiku.
Zemřel 7. března 2013, je pohřben na Bubenečském hřbitově v Praze 6.

## Dílo
Spolu s doc Janem Rodem napsal učebnici biometriky
- Polní pokusnictví, Praha : SPN, 1975;